# Protodontopteryx ruthae
Protodontopteryx ruthae (лат., от др.-греч. πρωτο- [prōto-] — «прото», ὀδούς [odoús] — «зуб», πτέρυξ [pteryx] — «перо» и имени Рут Лав, жены первооткрывателя голотипа) — вид ископаемых новонёбных птиц из семейства пелагорнитид, единственный вид монотипического рода Protodontopteryx (возможное русское название  — протодонтоптерикс). Ископаемые остатки представителей вида известны из раннепалеоценовых отложений Новой Зеландии. Является самым древним известным представителем пелагорнитид и первым описанных доэоценовым представителем данного семейства. 
Плезиоморфные признаки указывают на то Protodontopteryx ruthae  — самый ранний вид своего семейства пелагорнитид, от которого произошли остальные члены этой группы.

## Описание
Protodontopteryx ruthae представляет собой наиболее маленький известный вид пелагорнитид. Череп обладает характерной для данных птиц морфологией, но посткраниальный скелет отчётливо отличается от такого у других членов группы. 
Как и другие представители семейства, Protodontopteryx ruthae обладал костными выступами по бокам клюва, внешне напоминавшими зубы. У данной птицы эти выступы были довольно короткими и широкими, что говорит о том, что они предназначались для ловли рыбы. У более поздних пелагорнитид эти структуры были иглоподобными и предназначались для ловли мягкотелой добычи. Более толстая, чем у поздних пелагорнитид, плечевая кость говорит о том, что Protodontopteryx ruthae был менее приспособлен к устойчивому парению, из чего следует, что ложные зубы этих животных развились до того, как они стали узкоспециализированными планирующими птицами.

## Открытие
Частичный ископаемый скелет Protodontopteryx ruthae обнаружил в 2018 году палеонтолог-любитель Ли Лав в долине реки Уайпара, Новая Зеландия. В 2019 году новые род и вид были описаны Джеральдом Майром из Института имени Зенкенберга, Ванесой де Петри, Аль Мэннерингом и Ричардом Полом Скофилдом из Музея Кентербери совместно с Ли Лавом в статье, опубликованной в палеонтологическом журнале Papers in Palaeontology 17 сентября 2019 года. Первоначально считалось, что пелагорнитиды возникли в Северном полушарии, но открытие Protodontopteryx ruthae показало, что они появились в Южном полушарии.
Родовое название происходит от др.-греч. πρωτο- [prōto-] — «прото», ὀδούς [odoús] — «зуб», πτέρυξ [pteryx] — перо. Отсылает это название к тому, что Protodontopteryx ruthae является самым древним пелагорнитидом, птицей со структурами, схожими с зубами. Видовое название ruthae было дано в честь жены Ли Лава Рут Лав и является благодарностью за то, что она терпела его увлечение палеонтологией.